# Mouvement des travailleurs arabes
Le Mouvement des travailleurs arabes (MTA) est fondé en 1972 par des travailleurs immigrés maghrébins et des étudiants originaires du Maghreb ou du Machrek qui s’étaient retrouvés dans le Comité Palestine fondé après la défaite arabe de juin 1967 comme soutien au peuple palestinien. Le Comité était proche de la Gauche prolétarienne et réunissait des militants d'extrême-gauche, des étudiants arabes et des travailleurs immigrés.
Influencé par le marxisme et par le nationalisme arabe, le MTA voulait construire une organisation politique arabe en France indépendante des organisations « françaises » et des autorités des pays arabes. Cela suscite certaines tensions avec la Ligue communiste révolutionnaire (LCR) et certains maoïstes, qui l'accusent de « diviser la classe ouvrière » et avec l’Amicale des Algériens en Europe, contrôlé par le pouvoir algérien. Le MTA était particulièrement engagé dans la lutte contre le racisme et pour les droits des travailleurs immigrés mais aussi dans le soutien au peuple palestinien. Le 3 septembre 1973, puis le 14, en protestation contre une vague d'agressions racistes, le MTA lance une « grève générale des travailleurs arabes » dans les usines. Puis une deuxième vague de grèves a lieu, dans le secteur de l'agriculture. Le MTA organise aussi une grève des loyers dans les foyers SONACOTRA en 1976.
Le MTA publiait un journal La Voix des travailleurs arabes avec pour sous-titre El Assifa, avec pour mot d’ordre : « Soutenir les luttes des masses arabes, en France et ailleurs ». En 1974 les militants organisent un meeting symbolique à Marseille pour présenter un « candidat immigré » à l’élection présidentielle de 1974, en la personne du travailleur tunisien Djellali Kamal. Le MTA joue également un rôle décisif dans le mouvement de grèves de la faim dans les églises pour défendre la cause des immigrés.
Le mouvement s’auto-dissout à la fin des années 1970. Certains de ses membres fondent le journal Sans-Frontière[réf. nécessaire].

## Documents
- Ahmed Boubeker, Abdellai Hajjat (dir.), Histoire politique des immigrations (post)coloniales : France (1920-2008), Paris, Amsterdam, 2008.
- Rabah Aissaoui, « Le discours du Mouvement des travailleurs arabes (MTA) dans les années 1970 en France. Mobilisation et mémoire du combat anticolonial », Hommes et Migrations, vol. 1263, no 1 (2006). URL : https://www.persee.fr/doc/homig_1142-852x_2006_num_1263_1_4514.
- Abdellali Hajjat, « Le MTA et la « grève générale » contre le racisme de 1973 », Plein Droit, vol. 4, no 67,‎ 2005, p. 35-40 (DOI 10.3917/pld.067.0035, lire en ligne, consulté le 15 janvier 2022)
- « Une histoire du Mouvement des travailleurs arabes – série de podcasts à écouter » [audio], sur France Culture, 2021 (consulté le 15 janvier 2022)
- « “Le Mouvement des travailleurs arabes de 1972 prouve que non, l’échine des immigrés n’était pas courbée” », sur Télérama, 18 octobre 2021 (consulté le 15 janvier 2022)